# Gianluigi Donnarumma
Pour les articles homonymes, voir Donnarumma.
Gianluigi Donnarumma, surnommé Gigio Donnarumma, né le 25 février 1999 à Castellammare di Stabia en Italie, est un footballeur international italien qui évolue au poste de gardien de but au Paris Saint-Germain.
Vainqueur de l'Euro 2020 avec l'équipe d'Italie, il est sacré meilleur joueur de la compétition grâce à ses excellentes performances dans le tournoi, jusqu'à la finale remportée aux tirs au but face à l'Angleterre.
Il s'engage dans la foulée librement avec le Paris Saint-Germain pour 5 ans, après six saisons à l'AC Milan, le club où il a debuté sa carrière.

## Biographie

### Carrière en club

#### Débuts et formation (2003-2015)
Gianluigi Donnarumma commence le football en 2003 à l'ASD Club Napoli, petit club de la municipalité de Castellammare di Stabia. Surnommé Gigio, il est le frère cadet d'Antonio Donnarumma, également gardien de but de football professionnel.
Il est repéré par l'AC Milan en 2013, et y rejoint le centre de formation.

#### AC Milan (2015-2021)
Après avoir passé deux saisons chez les jeunes de la Primavera de l'AC Milan, et fraîchement élu meilleur gardien du championnat d'Europe des moins de 17 ans de 2015, en Bulgarie, Donnarumma est promu en équipe première par l'entraîneur serbe, Siniša Mihajlović, pour la saison 2015-2016. Après avoir remporté l'Euro 2020, Donnarumma lui-même remercie Mihajlovic en déclarant : « Cet homme a changé ma vie en me donnant ma chance à 16 ans »,,.
En effet, il a été titularisé par l'entraîneur serbe en Serie A pour la première fois le 25 octobre 2015 face à Sassuolo (victoire du Milan deux buts à un), à la place de l'expérimenté Diego López, auteur de quelques performances décevantes. Le portier d'à peine seize ans et huit mois devient le plus jeune gardien ayant jamais débuté en Série A.
Précoce et auteur d'arrêts aussi importants qu'impressionnants, il n'échappe pas à la comparaison avec l'inusable Gianluigi Buffon dès ses premières apparitions dans le championnat italien. Outre le fait qu'ils portent le même prénom, Donnarumma possède des qualités de gardien déjà matures pour son jeune âge. Ses performances le hissent incontestablement en position de gardien numéro un du Milan AC, malgré le retour de blessure du titulaire habituel Diego López. En 2016, il est finaliste de la Coupe d'Italie dès sa première saison en professionnel, finale perdue contre la Juventus après prolongation.
La saison suivante, le portier confirme les espoirs placés en lui en réussissant des arrêts de grande classe bien souvent décisifs. Son placement lors des duels, ses réflexes et sa détente exceptionnelle lui permettent de prouver qu'il est déjà l'un des meilleurs gardiens du championnat italien, malgré un jeu au pied encore mauvais. Il est notamment l'artisan de la victoire contre la Juventus en Supercoupe d'italie 2016, avec un superbe arrêt lors de la séance de tirs au but face à l'Argentin Paulo Dybala. Son talent indéniable avec une marge de progression très nette, déclenche une course à la signature entre la nouvelle équipe dirigeante du Milan AC, représentée par son directeur sportif Massimiliano Mirabelli, qui essaie de le convaincre de prolonger son contrat au club malgré des résultats sportifs en berne, et les plus grands clubs européens prêtes à lui offrir un salaire mirobolant en plus des garanties sportives conformes aux exigences de son capricieux agent Mino Raiola. Ce dernier, considérant que le Milan AC avait perdu de son prestige, milite pour que Donnarumma se dirige vers un club disposant d'un effectif de meilleure qualité et qualifié de surcroît pour la Ligue des champions.
Après un été 2017 très mouvementé par de longues hésitations pour prolonger au club qui ont été extrêmement mal prises par les supporters rossoneri, lui valant de leur part le surnom temporaire "Dollarumma", il décide finalement de rester au club de son cœur. Pour cela, le Milan AC a dû employer les gros moyens en lui offrant un salaire en or, faisant de lui, à 18 ans seulement, le gardien de but le mieux payé en Série A, en recrutant son frère aîné Antonio comme troisième gardien en provenance de l'Asteras Tripolis, et enfin en lui promettant le brassard de capitaine au plus vite.
Probablement perturbé par cette affaire et les nombreuses critiques qui en ont découlé, la saison qui suit ne lui vaudra pas autant d'éloges que les précédentes. Et pour cause, il s'est rendu coupable de plusieurs fautes de main pénalisantes lors de matchs décisifs. En championnat d'abord, où il est par exemple grandement impliqué dans la double contre-performance contre l'Atalanta -concurrent direct aux places européennes- à l'aller comme au retour. En 1/8e de finale de Ligue Europa ensuite, alors que l'équipe peut encore croire à une remontée au score face à Arsenal, un arrêt non maitrisé scelle définitivement l'élimination du club. Enfin en finale de la coupe d'Italie, seul trophée pour lequel le club était encore en lice, deux fautes de mains fatales du jeune gardien mèneront le club au naufrage (4-0) face à la Juventus. Ceci n'enlevant rien au nombreuses autres talentueuses interventions durant cette saison 2017/2018, ces erreurs de jeunesse refroidissent néanmoins les plus grands clubs jusque-là prêts à sortir le chéquier pour parier sur lui comme titulaire.
Il s'améliore largement sur ce point dès la saison 2019, en travaillant sur une emprise de balle plus ferme et sur moins de prise de risque sur les ballons flottants. Son jeu au pied s'améliore également au fur et à mesure, doucement mais sûrement, surtout depuis une relance catastrophique face à la Sampdoria qui a fait couler beaucoup d'encre et a coûté à son équipe une défaite très préjudiciable pour sa quête des premières places en Serie A. C'est un peu le paradoxe du jeune gardien qui, autant réalise des arrêts réflexe extraordinaires, parfois même improbables, autant se met des fois étrangement dans des situations périlleuses, comme lors de sa sortie incompréhensible de sa surface contre l'Udinese en janvier 2020 qui se conclut par un but encaissé dès l'entame du match.
Son contrat expirant à la fin de la saison 2020-2021, le Milan AC lui propose un renouvellement assorti d'un salaire annuel de 8 millions d'euros, soit le salaire le plus élevé du club et de la Serie A. C'est insuffisant pour son agent, Mino Raiola, qui demande plutôt entre 10 et 12 millions d'euros de salaire annuel pour son protégé, ainsi qu'une commission d'agent de 20 millions d'euros. Comme un air de déjà vu, la prolongation traîne, le joueur esquive le sujet et gagne du temps, tandis que la situation se tend sévèrement avec les supporters. Le Milan AC représenté par la légende du club Paolo Maldini, reste ferme sur sa politique salariale, s'impatiente des refus successifs du gardien de prolonger, de l'échéance retardée à chaque fois et finit par engager Mike Maignan tant que l'opération est faisable en prévision d'un départ qui parait de jour en jour plus inéluctable.

#### Paris Saint-Germain (2021-2025)
Le suspense prend fin le 14 juillet 2021, juste après l'Euro 2020 dont Donnarumma est vainqueur et en même temps sacré meilleur joueur de la compétition: c'est bien les couleurs du Paris Saint-Germain qu'il va défendre désormais. En s'engageant au club de la capitale française pour une durée de cinq saisons, soit jusqu'en juin 2026, il est la garantie d'une solution d'avenir à ce poste, en passant par une saine concurrence avec l'international costaricien Keylor Navas,, encore performant à 35 ans et en forme physiquement. Donnarumma porte le maillot floqué du no 50.
Il devra attendre la 5ème journée du championnat de cette Ligue 1 2021-2022 pour défendre les buts parisiens. Sa première titularisation a lieu le 11 septembre 2021, à domicile face au promu Clermont Foot 63. Environ deux semaines plus tard, il signe ses grands débuts en Ligue des champions et non des moindres, puisqu'en face c'est l'un des favoris de la compétition, Manchester City. Le PSG s'impose sur le score de 2-0 et le gardien italien se fait remarquer comme l'un des artisans de cette victoire, avec pas moins de 7 arrêts importants. Impérial dans ses buts, il est à nouveau préféré par Pochettino à Keylor Navas lors des 8èmes de finales de la compétition face au Real Madrid. Si le match aller se déroule assez tranquillement, avec une victoire du PSG 1-0 sans grand chose à noter, le match retour au Santiago-Bernabéu tourne rapidement au cauchemar, en particulier pour le jeune Donnarumma. Menant à nouveau au score, et alors que le match se dirigeait tout droit vers une qualification du PSG, une prise de risque du gardien italien sur un ballon au pied permet à Karim Benzema de récupérer le ballon, marquer et remotiver ses troupes. Ce tournant sera le point de départ d'une nouvelle remontada qui finira par éliminer précocement le club parisien d'une compétition qu'il espérait enfin remporter. Ce douloureux épisode laissera quelques traces. En perte de confiance, Donnarumma enchaînera en Ligue 1 sur des performances mitigées contre l'AS Monaco, l'OM, ou encore le Racing de Strasbourg. Toutefois en fin de saison, il est quand même sacré comme meilleur gardien de Ligue 1 lors des trophées UNFP du football 2022, avec 17 matchs disputés.
Pour la saison 2022-2023, grâce à la nouvelle réglementation de la LFP sur les numéros de maillots, il opte pour son numéro fétiche : le no 99 qu'il portait déjà au Milan AC, correspondant à son année de naissance. Une saison qui finit sur une nouvelle désillusion pour le gardien sur le plan européen, avec une fois encore une élimination dès les 8es de finale de la ligue des champions, cette fois-ci contre le Bayern de Munich.
À partir de la saison 2024-2025, il prend le no 1. Durant cette saison, il réalise des performances stratosphériques en ligue des champions et est d'une aide précieuse au PSG qui la remporte. Durant la confrontation face à Arsenal en demi-finale retour, il effectue des arrêts qui permettent à Paris de s'imposer et d'accéder à la finale. Celle-ci est remportée sur un score de 5 à 0 face à l'Inter Milan.
Le 12 août 2025, il annonce sur les réseaux sociaux son départ officiel du Paris Saint-Germain.

### Carrière en sélection

#### En sélections jeunes (2014-2017)
Le 24 mars 2016, Gianluigi Donnarumma fait ses débuts avec les espoirs italiens, face à l'Irlande, dans le cadre des qualifications pour le championnat d'Europe espoir. Il devient ainsi le plus jeune joueur de l'histoire des espoirs italiens, à seulement 17 ans et 28 jours.
Avec les espoirs, il participe au championnat d'Europe espoirs en 2017. Lors de cette compétition, il est le portier titulaire et son équipe se hisse jusqu'en demi-finale où elle est battue par l'Espagne (3-1).

#### Avec les A (depuis 2016)

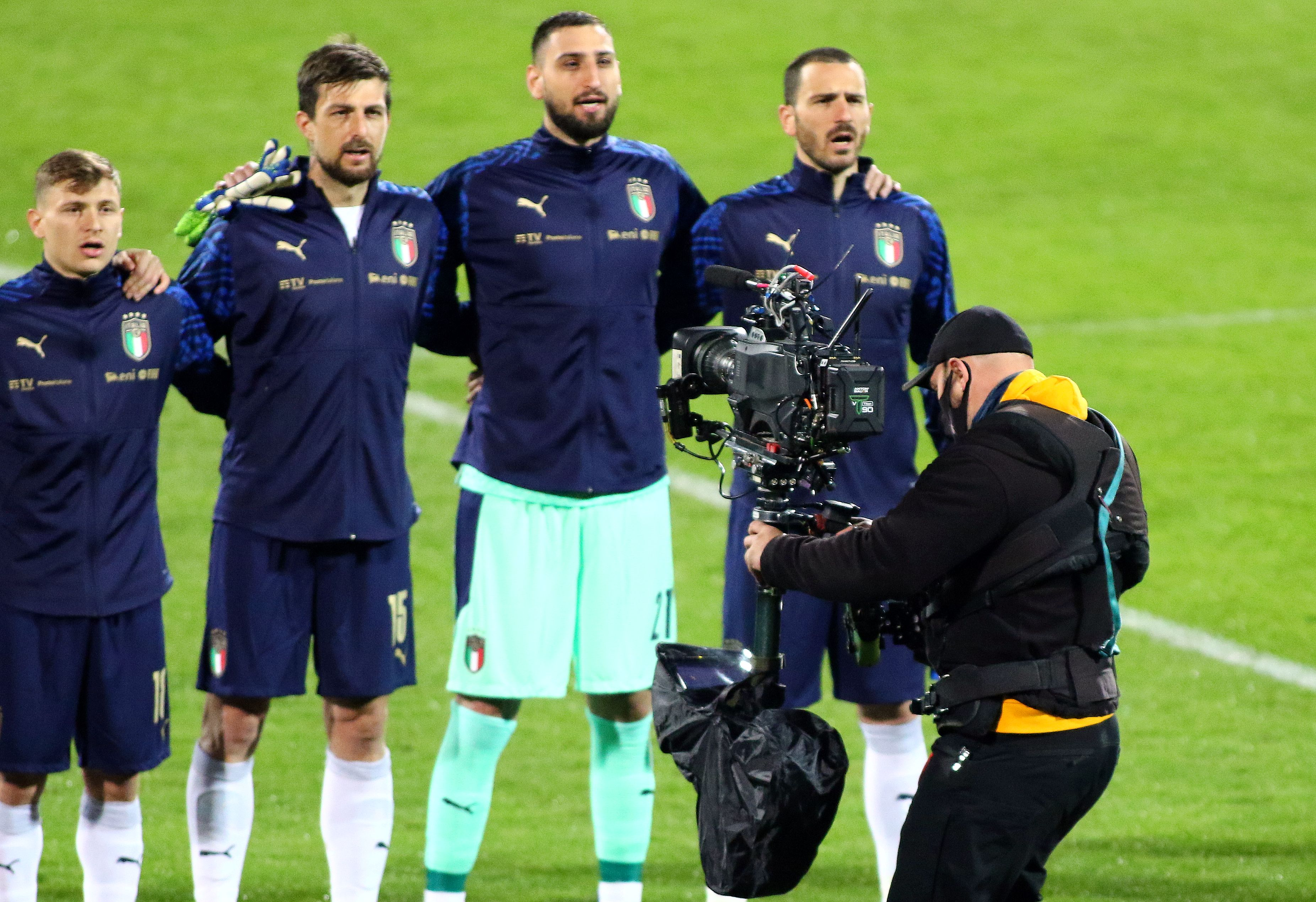
Donnarumma (deuxième en partant de la droite) pendant les hymnes nationaux avec l'équipe d'Italie.

Le 27 août 2016, Donnarumma est appelé par Giampiero Ventura, nouveau sélectionneur de l'Italie, et rejoint la «Squadra Azzurra» au détriment de Salvatore Sirigu. À 17 ans et 6 mois et 4 jours, il est le plus jeune joueur convoqué en équipe nationale depuis 1911. Il dispute son premier match en sélection lors du match amical contre la France le 1er septembre suivant en entrant en jeu à la place de Gianluigi Buffon à la mi-temps. Son équipe s'incline par trois buts à un ce jour-là. Il est de nouveau appelé en sélection pour les matchs de novembre et remplace une nouvelle fois Gianluigi Buffon à la mi-temps lors de la rencontre face à l'Allemagne.
En 2017, il fait de nouveau partie du groupe appelé par le sélectionneur italien Gian Piero Ventura et profite du match amical contre les Pays-Bas pour connaître sa première sélection en tant que titulaire.
En demi-finale de l'Euro 2020 face à l'Espagne, il se fait remarquer en stoppant le dernier tir au but espagnol face à Alvaro Morata, permettant ensuite à Jorginho d'inscrire le sien et d'envoyer les Italiens en finale de la compétition. Cinq jours plus tard, il récidive, cette fois-ci en finale, en stoppant le tir au but de Jadon Sancho puis celui de Bukayo Saka, permettant à l'Italie de remporter son deuxième titre de Championnat d'Europe. À l'issue de la finale, il est élu meilleur joueur du tournoi. En octobre 2021, il est de retour au San Siro son premier match avec la Squadra Azzurra depuis l'Euro 2020 et donc son départ du Milan AC. Un accueil très hostile lui est accordé par des supporters rossoneris toujours rancuniers de son départ. Il finira même ce match perdu contre l'Espagne en larmes puisqu'il a été hué et sifflé à chaque toucher de balle.
Fin mars 2022, à peine deux semaines après les circonstances douloureuses de l'élimination de son club, le PSG, en ligue des champions, Donnarumma est rapidement confronté à une nouvelle désillusion avec son équipe nationale, dont il ne sera pas épargné. L'Italie se fait éliminer en barrage qualificatif pour la Coupe du monde 2022 par la modeste équipe de Macédoine du Nord, et la presse italienne pointe du doigt le gardien pour son manque de vigilance face à l'un des deux seuls tirs cadrés adverses qui a fini sa course au fond des filets.
Il est retenu dans la liste des 26 joueurs italiens du sélectionneur Luciano Spalletti pour participer à l'Euro 2024.

## Statistiques
| Saison                | Club                  | Championnat           | Championnat | Championnat | Coupe(s) nationale(s) | Coupe(s) nationale(s) | Supercoupe | Supercoupe | Compétition(s) continentale(s) | Compétition(s) continentale(s) | Compétition(s) continentale(s) | Qualifs UEFA | Qualifs UEFA | Coupe du monde des clubs | Coupe du monde des clubs | Total | Total |
| Saison                | Club                  | Division              | M.          | B.          | M.                    | B.                    | M.         | B.         | Comp.                          | M.                             | B.                             | M.           | B.           | M.                       | B.                       | M.    | B.    |
| 2015-2016             | AC Milan              | Serie A               | 30          | 0           | 1                     | 0                     | -          | -          | -                              | -                              | -                              | -            | -            | -                        | -                        | 31    | 0     |
| 2016-2017             | AC Milan              | Serie A               | 38          | 0           | 2                     | 0                     | 1          | 0          | -                              | -                              | -                              | -            | -            | -                        | -                        | 41    | 0     |
| 2017-2018             | AC Milan              | Serie A               | 38          | 0           | 4                     | 0                     | -          | -          | C3                             | 8                              | 0                              | 3            | 0            | -                        | -                        | 53    | 0     |
| 2018-2019             | AC Milan              | Serie A               | 36          | 0           | 2                     | 0                     | 1          | 0          | C3                             | 0                              | 0                              | -            | -            | -                        | -                        | 39    | 0     |
| 2019-2020             | AC Milan              | Serie A               | 36          | 0           | 3                     | 0                     | -          | -          | -                              | -                              | -                              | -            | -            | -                        | -                        | 39    | 0     |
| 2020-2021             | AC Milan              | Serie A               | 37          | 0           | 0                     | 0                     | -          | -          | C3                             | 8                              | 0                              | 3            | 0            | -                        | -                        | 48    | 0     |
| Sous-total            | Sous-total            | Sous-total            | 215         | 0           | 12                    | 0                     | 2          | 0          | -                              | 16                             | 0                              | 6            | 0            | -                        | -                        | 251   | 0     |
| 2021-2022             | Paris Saint-Germain   | Ligue 1               | 17          | 0           | 2                     | 0                     | -          | -          | C1                             | 5                              | 0                              | -            | -            | -                        | -                        | 24    | 0     |
| 2022-2023             | Paris Saint-Germain   | Ligue 1               | 38          | 0           | 1                     | 0                     | 1          | 0          | C1                             | 8                              | 0                              | -            | -            | -                        | -                        | 48    | 0     |
| 2023-2024             | Paris Saint-Germain   | Ligue 1               | 25          | 0           | 4                     | 0                     | 1          | 0          | C1                             | 12                             | 0                              | -            | -            | -                        | -                        | 42    | 0     |
| 2024-2025             | Paris Saint-Germain   | Ligue 1               | 24          | 0           | -                     | -                     | 1          | 0          | C1                             | 15                             | 0                              | -            | -            | 7                        | 0                        | 47    | 0     |
| Sous-total            | Sous-total            | Sous-total            | 104         | 0           | 7                     | 0                     | 3          | 0          | -                              | 40                             | 0                              | -            | -            | 7                        | 0                        | 161   | 0     |
| Total sur la carrière | Total sur la carrière | Total sur la carrière | 319         | 0           | 19                    | 0                     | 5          | 0          | -                              | 56                             | 0                              | 6            | 0            | 7                        | 0                        | 412   | 0     |

## En équipe nationale
| Saison                | Sélection             | Phases finales                                   | Phases finales | Phases finales | Éliminatoires CDM | Éliminatoires CDM | Éliminatoires EURO | Éliminatoires EURO | Ligue Nations UEFA | Ligue Nations UEFA | Matchs amicaux | Matchs amicaux | Total | Total |
| Saison                | Sélection             | Compétition                                      | M              | B              | M                 | B                 | M                  | B                  | M                  | B                  | M              | B              | M     | B     |
| --------------------- | --------------------- | ------------------------------------------------ | -------------- | -------------- | ----------------- | ----------------- | ------------------ | ------------------ | ------------------ | ------------------ | -------------- | -------------- | ----- | ----- |
| 2016-2017             | Italie                | -                                                | -              | -              | 0                 | 0                 | -                  | -                  | -                  | -                  | 4              | 0              | 4     | 0     |
| 2017-2018             | Italie                | -                                                | -              | -              | 0                 | 0                 | -                  | -                  | -                  | -                  | 2              | 0              | 2     | 0     |
| 2018-2019             | Italie                | -                                                | -              | -              | -                 | -                 | 1                  | 0                  | 4                  | 0                  | 1              | 0              | 6     | 0     |
| 2019-2020             | Italie                | -                                                | -              | -              | -                 | -                 | 4                  | 0                  | -                  | -                  | -              | -              | 4     | 0     |
| 2020-2021             | Italie                | Euro 2020                                        | 7              | 0              | 3                 | 0                 | -                  | -                  | 6                  | 0                  | 1              | 0              | 17    | 0     |
| 2021-2022             | Italie                | UEFA Nations League Finals 2020-2021+Finalissima | 2+1            | 0              | 6                 | 0                 | -                  | -                  | 4                  | 0                  | 1              | 0              | 14    | 0     |
| 2022-2023             | Italie                | UEFA Nations League Finals 2022-2023             | 2              | 0              | -                 | -                 | 2                  | 0                  | 2                  | 0                  | 1              | 0              | 7     | 0     |
| 2023-2024             | Italie                | Euro 2024                                        | 4              | 0              | -                 | -                 | 6                  | 0                  | -                  | -                  | 2              | 0              | 12    | 0     |
| 2024-2025             | Italie                | -                                                | -              | -              | -                 | -                 | -                  | -                  | 6                  | 0                  | -              | -              | 6     | 0     |
| Total sur la carrière | Total sur la carrière | Total sur la carrière                            | 16             | 0              | 9                 | 0                 | 13                 | 0                  | 22                 | 0                  | 12             | 0              | 72    | 0     |

### Matchs internationaux
La liste ci-dessous dénombre toutes les rencontres de l'Équipe d'Italie de football auxquelles Gianluigi Donnarumma prend part, du 1er septembre 2016 jusqu'à présent.

## Palmarès
| AC Milan (1) | Paris Saint-Germain (10) | Italie (1) |
| --- | --- | --- |
| - Championnat d'Italie : - Vice-champion en 2021 - Coupe d'Italie : - Finaliste en 2016 et 2018 - Supercoupe d'Italie (1) : - Vainqueur en 2016 - Finaliste en 2018 | - Ligue des champions (1) : - Vainqueur en 2025 - Championnat de France (4) : - Champion en 2022, 2023, 2024 et 2025 - Coupe de France (2) : - Vainqueur en 2024 et 2025 - Trophée des champions (3) : - Vainqueur en 2022, 2023 et 2024 - Coupe du monde des clubs : - Finaliste en 2025 | - Championnat d'Europe (1) : - Vainqueur en 2020 - Finalissima - Finaliste : 2022 - Ligue des nations : - Troisième : 2021 et 2023 |

### Récompenses individuelles
- Élu meilleur joueur de l'Euro 2020[41]
- Membre de l’équipe type de l’Euro 2020[42]
- Vainqueur du Trophée Yachine 2021
- Trophée UNFP du meilleur gardien de Ligue 1 de la saison 2021-2022[43]  et 2023-2024[44]
- Nommé dans l'équipe type du championnat de France aux Trophées UNFP du football 2022[45] et aux Trophées UNFP du football 2024[44]
- Meilleur gardien de football de l'année décerné par l'IFFHS en 2021[46]
- Membre de l'équipe type de la Ligue des champions de l'UEFA 2024-2025[47]

## Décoration
- Chevalier de l'ordre du Mérite de la République italienne‎ (16 juillet 2021)[48],[49].